# 中島勝敬
中島 勝敬（なかじま まさよし、1938年〈昭和13年〉2月4日 - 2023年〈令和5年〉9月24日）は、日本の政治家。群馬県館林市長（3期）、群馬県議会議員（3期）、館林市議会議員（5期）などを務めた。

## 経歴
群馬県邑楽郡多々良村（現・館林市）に生まれる。群馬県立小泉農業高等学校（現・群馬県立大泉高等学校）卒業。青年団で活動し館林市青年団連合協議会会長、群馬県青年団連合会長、日本青年団協議会常任理事を歴任。
1966年に館林市議会議員に当選、以後5期連続で務め1978年には市議会議長にも就任。1987年に群馬県議会議員に当選し、3期県議会議員を務める（自由民主党）。
県議3期目の任期中に辞職し、1997年の館林市長選挙に出馬して初当選。2001年の市長選では無投票で再選。2005年の市長選では、自民党、社民党、公明党の推薦を受け、針谷進を退けて3回目の当選を果たした。
2007年、持病の糖尿病が悪化。視力低下など、市政執行が困難となったことから同年2月に田村英敏を市長職務代理者に指名し入院。その後、辞任を表明。中島の辞任に伴い、県議会議員だった安楽岡一雄が市長選への立候補を表明。無投票当選を果たした。
市長在任中は、1998年に環境基本条例を制定し1999年には館林市環境基本計画を策定、2004年に男女共同参画都市宣言を行った。また2006年の昭島市との災害時相互応援協定締結、六市自転車競走組合管理者として前橋競輪からの撤退を決断するなどの功績を残した。
館林市消防団長、群馬県消防協会会長、日本消防協会副会長などを歴任。ほかに、邑楽館林医療事務組合管理者、館林消防組合管理者、群馬県ボート協会副会長、財団法人群馬県防犯協会理事、群馬県土地改良事業団体連合会副会長理事、赤郷台地土地改良区理事長、群馬県土地改良事業団体連合会館林支部長、館林ジュニアオーケストラ顧問、財団法人館林交通安全教育協議会理事長、館林市総合地方卸売市場社長、六市自転車競走組合管理者などの要職を歴任した。
1994年藍綬褒章受章。
2008年3月に館林市名誉市民に推挙。
2023年9月24日、病気のため館林市内の病院で死去、85歳没。死去日をもって従四位に叙された。

## 著書
- 『わが公園文化都市たてばやし』2005年